# 3010運動
3010運動、30・10運動（さんまる いちまる うんどう）とは、宴会時の食品ロスを減らすための日本国内での取り組みの1つ。

## 概要
「宴会の最初の30分間と最後の10分間は自分の席で料理を食べる」ことを推奨するものである。
長野県松本市で発案され、その後、日本全国で展開されるようになった。環境省のウェブページには啓発のための卓上三角柱POPが作れる印刷用PDFファイルが用意されている（#外部リンク参照）。

## 背景
食品ロスが社会的な課題として認識されるようになってきている。
食品ロスとして廃棄される食糧は日本全体では年間632万トンあり、この数値は東京都民が1年間に食べている食糧の量に匹敵している。このうちの半数は一般家庭から廃棄されており、残り半数は事業者から廃棄されている。事業者由来のうちでも発生率が多いのが「宴会」である。2015年度の農林水産省発表では、食堂やレストランから廃棄されているものが3.6パーセントであるのに対し、結婚披露宴からは12.2パーセント、宴会からは14.2パーセントが廃棄されている。

## 歴史
3010運動は、2011年度（平成23年度）に長野県松本市に始まる。当時、松本市の市長であった菅谷昭が「宴会が始まってからの30分間は席について食事を食べる」ことを提案し、松本市役所で実践した。その後、市民向けにも提案を行うことになり、「（宴会の）最後の10分間に席で食事を食べきろう」というのが追加され、松本市の「30・10運動」が始まった。最初は、宴会向け、居酒屋向けに、「残さず食べよう! 30・10運動」を推進するコースターを作成し、これが好評だったことを受け、松本市の隣の塩尻市にも拡がって行き、長野県内に留まらず、佐賀県佐賀市など、日本全国にじわじわと運動は拡がっていった。
熊本県あさぎり町では、焼酎文化保護などの目的で成立した条例に「乾杯後30分間は自席で料理を味わい、お開き前の10分間は自席に戻り、再度料理を楽しむこと」という一文を追加している。
2016年10月には、日本全国200以上の自治体からなる「全国おいしい食べきり運動ネットワーク」が発足している。
自治体主体ばかりではなく、企業として運動に取り組むところもでてきている。日本ホテルおよびJR東日本ホテルズ全体の取り組みとして2018年より3010運動を展開している。ホテルで宴会を開催するにあたって、「事前打ち合わせ」では顧客への聞き取りを詳細にすることで料理の内容、構成、量を精査し、「開催当日」には料理を出すタイミング、盛り付けを工夫し完食を促し、「イベント開催中」には司会者からの促しや卓上にPOPを掲示し、「終了後」は食事の完食率をチェックし、次回のデータに活かすといった「食品ロス削減サイクル」の実施を行っている。コロナ禍の影響もあったことで、直接的な比較は難しいが、2018年と2019年の一定期間を比較すると、ホテルメトロポリタンエドモント（東京都千代田区）全体では生ごみの削減が16パーセント、宴会終了後の生ごみは14パーセントが削減されている。

## 家庭向け3010運動
前掲の3010運動は飲食事業者や宴会開催者、参加者向けの運動であるが、松本市では家庭向けの3010運動の推進も行っている。
毎月30日を「冷蔵庫クリーンアップデー」、10日を「もったいないクッキングデー」と命名し、「冷蔵庫クリーンアップデー」には、冷蔵庫内にある賞味期限・消費期限の近いものや、傷みやすい肉や野菜を使いきる日とし、「もったいないクッキングデー」には、食べられるのに捨てている野菜の茎や皮を使って料理をする日としている。松本市では松本大学と連携して「もったいないクッキング」のレシピ集を作成して、親子で一緒に料理をしながら、食の大切さについて考えることを推奨している。

## 各自治体での運動の名称
自治体によっては、名称などにアレンジが加わっていることもあり、以下に例示する。
- 京都府京都市 - 30・10（）運動[2]
- 長野県駒ヶ根市 - 駒ヶ根20・10（）運動[2]
- 山口県下関市 - 宴は一期一礼（15・10）[2]
- 北海道札幌市 - ニコッと（2510）スマイル宴[2]
- 千葉県館山市 - 30・15（）運動[2]